# Relações entre Sudão e Sudão do Sul
As relações entre Sudão e Sudão do Sul foram estabelecidas oficialmente em 9 de julho de 2011 após a independência deste último por meio de um referendo de autodeterminação realizado em 9 de janeiro de 2011. A República do Sudão reconheceu a República do Sudão do Sul na véspera da independência, e diversos países também o fizeram ou anunciaram a intenção de fazê-lo.
No entanto, ambos continuam a enfrentar a insegurança dentro de suas fronteiras. Parte da tensão entre os dois países resulta das negociações sobre essa demarcação, que guarda a disputa por cinco áreas. Além disso, cerca de 75% das reservas de petróleo estão no Sudão do Sul, que precisa utilizar a infraestrutura do Sudão para exportar o produto.
Pouco antes da separação do sul, o governo sudanês entrou em uma ação militar agressiva contra seus civis nas zonas de fronteira de Abyei e Cordofão do Sul, deslocando cerca de 200 mil pessoas. A violência em Cordofão do Sul e Darfur persiste, e o ex-presidente do país, Omar al-Bashir, é procurado pelo Tribunal Penal Internacional por genocídio, crimes de guerra e crimes contra a humanidade.

## Antecedentes

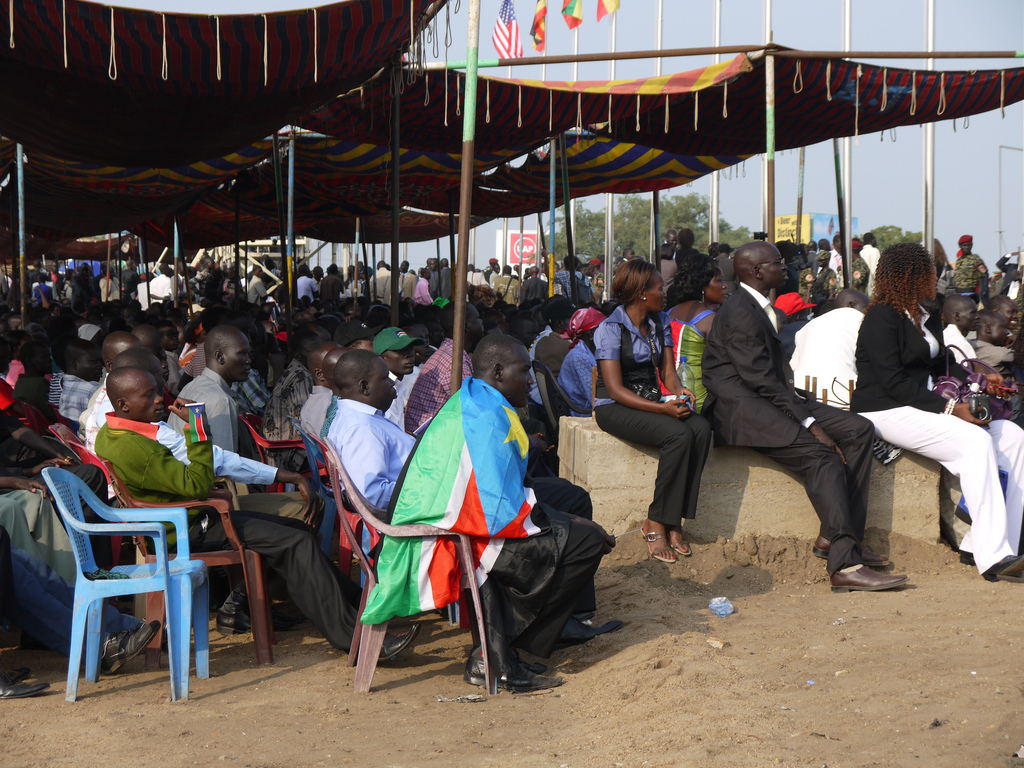
Celebração de independência do Sudão do Sul na capital do novo país, Juba

Desde a sua independência do Reino Unido e do Egito, em 1956, o Sudão viveu mais anos em conflito do que em paz. Estes conflitos, travados entre o governo sudanês e os movimentos crescentes nas periferias do país, são comumente enraizados na liderança exploradora de Cartum, e na distribuição desigual de poder e riqueza entre a população sudanesa.

### As primeiras guerras civis

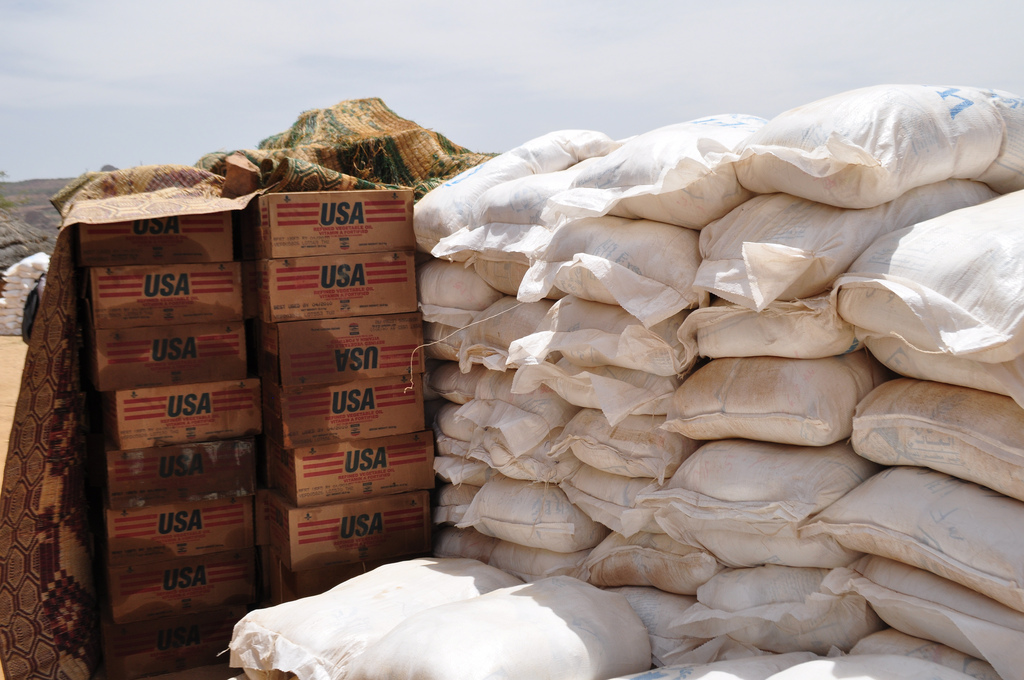
Ajuda humanitária da USAID e do Programa Alimentar Mundial das Nações Unidas

A primeira guerra civil, ocorrida entre 1955 e 1972, foi travada entre o governo sudanês e os rebeldes do sul, que exigiam uma maior autonomia do norte. A guerra terminou com o Tratado de Adis Abeba de 1972, que concedeu uma autonomia regional significativa ao sul nas questões internas.
A segunda guerra civil estourou em 1983, devido às queixas de longa data, em seguida, exacerbadas pela decisão do presidente Yaffar al Numeiry de introduzir a lei islâmica. As negociações entre o governo e o Exército Popular de Libertação do Sudão (SPLA) ocorreram em 1988 e 1989, mas foram abandonadas quando o general Omar al-Bashir assumiu o poder no golpe militar de 1989. Bashir continua a ser o presidente do Sudão, atualmente. A luta por recursos, a autodeterminação do sul e o papel da religião no Estado eclodiram entre o governo do Sudão e os rebeldes por mais de duas décadas. A guerra deixou dois milhões e meio de mortos e quatro milhões de deslocados.
Os mediadores internacionais, liderados pela Autoridade Intergovernamental para o Desenvolvimento (IGAD), e apoiados pela intensa diplomacia dos Estados Unidos, ajudaram a selar a paz entre o governo do Sudão e o SPLA, em 2005. Mas enquanto a atenção internacional se concentrou em encontrar a paz entre o norte e o sul, outro conflito surgiu na região oeste de Darfur.

### O conflito em Darfur

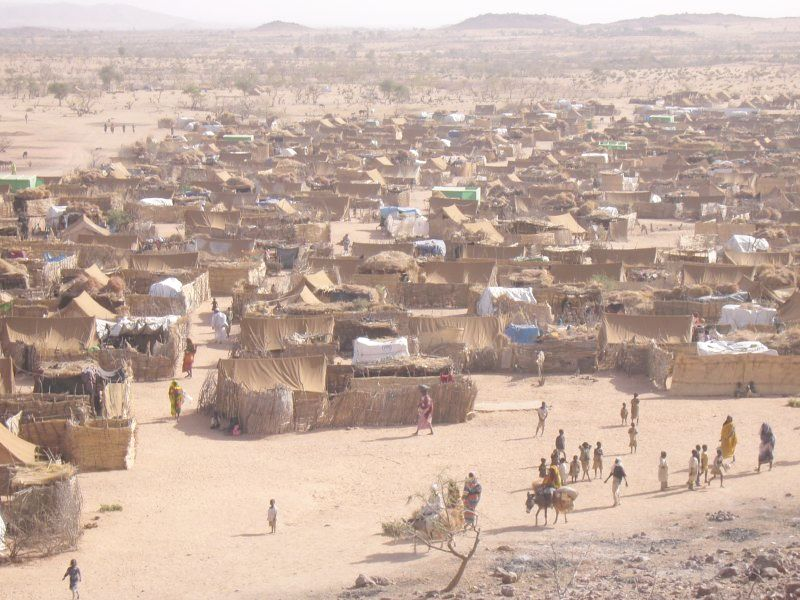
Campo de refugiados de Darfur no Chade

O atual conflito na região de Darfur começou em fevereiro de 2003, quando dois grupos rebeldes, o Movimento de Libertação do Sudão (SLA), e mais tarde o Movimento pela Justiça e Igualdade, lançaram uma rebelião em grande escala contra o governo sudanês por razões de marginalização econômica e insegurança. Os envolvidos na rebelião eram predominantemente das tribos sedentárias da região, incluindo os furis e os zagauas, além de todos serem muçulmanos.
O governo sudanês respondeu solicitando a ajuda de algumas das tribos nômades em Darfur, como a rizeigat e messiria, para acabar com a rebelião. As preocupações de subsistência dessas tribos que tinham sido provocadas por anos de degradação ambiental, e também criando linhas divisórias claras e tornando o conflito "plenamente árabe". Com o apoio do Partido do Congresso Nacional (PCN) do governo sudanês, estes grupos, então, formaram milícias conhecidas como Janjawid, e começaram a provocar estragos em toda Darfur, levando à morte de cerca de 300 mil pessoas e o deslocamento de quase 4 milhões.
Desde inicio  do conflito, os grupos rebeldes de Darfur se dividiram várias vezes, deixando um número complicado de intervenientes com diferentes necessidades, e uma estrada cada vez mais complicada para a paz.